# Atherigona tibiseta
Atherigona tibiseta este o specie de muște din genul Atherigona, familia Muscidae, descrisă de Malloch în anul 1924. Conform Catalogue of Life specia Atherigona tibiseta nu are subspecii cunoscute.